# Nati nel 1856
| Questa pagina contiene informazioni ricavate automaticamente dalle voci biografiche con l'ausilio del template Bio e di un bot. L'aggiornamento è periodico e automatico e ricostruisce completamente la pagina. Se manca una persona in questa lista, sei pregato di non aggiungerla, ma accertati piuttosto che la sua voce biografica contenga il template Bio e che i dati anagrafici siano correttamente compilati. Se il template Bio manca, inseriscilo tu stesso o, in alternativa, metti l'avviso {{tmp\|Bio}} che ne segnala la mancanza. Se i dati riportati sono sbagliati, correggi direttamente la voce biografica; le modifiche saranno visibili in questa lista entro pochi giorni. Per chiarimenti vedi il progetto biografie. La lista contiene solo le 578 persone che sono citate nell'enciclopedia e per le quali è stato implementato correttamente il template Bio. Pagina aggiornata al 18 lug 2025. |

## Gennaio(44)
- 1º gennaio - Odoardo Jalla, editore e religioso italiano († 1932)
- 2 gennaio - Alice Abadam, attivista gallese († 1940)
- 2 gennaio - Giovanni Bovi, politico italiano († 1932)
- 2 gennaio - Blasius von Schemua, generale austriaco († 1920)
- 5 gennaio - Léon-Maxime Faivre, pittore francese († 1941)
- 6 gennaio - Otto Effertz, economista tedesco († 1921)
- 6 gennaio - Lorenzo Ellero, psichiatra e politico italiano († 1923)
- 6 gennaio - Giuseppe Martucci, compositore, pianista e direttore d'orchestra italiano († 1909)
- 7 gennaio - Stojan Mihajlovski, poeta e drammaturgo bulgaro († 1927)
- 8 gennaio - Paul Henri Lecomte, botanico francese († 1934)
- 9 gennaio - Anton Aškerc, poeta e presbitero sloveno († 1912)
- 9 gennaio - Pietro Gazzola, presbitero italiano († 1915)
- 9 gennaio - Stevan Stojanović Mokranjac, compositore serbo († 1914)
- 11 gennaio - Giovanni Rossi, agronomo, veterinario e anarchico italiano († 1943)
- 11 gennaio - Christian Sinding, compositore norvegese († 1941)
- 12 gennaio - John Singer Sargent, pittore statunitense († 1925)
- 13 gennaio - Carl Albert Weber, botanico tedesco († 1931)
- 17 gennaio - Jens Bratlie, politico e generale norvegese († 1939)
- 17 gennaio - Louisa Montagu, nobildonna inglese († 1944)
- 17 gennaio - Zinaida Dmitrievna Skobeleva, nobildonna russa († 1899)
- 18 gennaio - Luigi Bianchi, matematico e politico italiano († 1928)
- 18 gennaio - Daniel Hale Williams, cardiochirurgo statunitense († 1931)
- 19 gennaio - Clemens von Delbrück, politico tedesco († 1921)
- 19 gennaio - Gabriele Dulcetta, nobile, politico e mafioso italiano († 1913)
- 20 gennaio - Giuseppe Agnelli, bibliotecario e umanista italiano († 1940)
- 20 gennaio - Harriot Eaton Blatch, scrittrice statunitense († 1940)
- 20 gennaio - David Ogilvy, XI conte di Airlie, nobile e ufficiale inglese († 1900)
- 20 gennaio - Ekaterina Šnejder, insegnante russa († 1918)
- 21 gennaio - Adi'b Ishaq ad-Dimashqi, letterato siriano († 1885)
- 21 gennaio - Édouard Crémieux, pittore francese († 1944)
- 21 gennaio - Virginia Olper Monis, scrittrice italiana († 1919)
- 22 gennaio - Vico Mantegazza, scrittore, giornalista e imprenditore italiano († 1934)
- 22 gennaio - Muhammad Bahadur Khanji III, principe indiano († 1892)
- 22 gennaio - Luigi Segato, generale italiano († 1940)
- 23 gennaio - Daniel William Coquillett, entomologo statunitense († 1911)
- 25 gennaio - Pierre Decourcelle, scrittore e drammaturgo francese († 1926)
- 25 gennaio - Friedrich Grünanger, architetto austro-ungarico († 1929)
- 25 gennaio - Alberto Palacio, ingegnere e architetto spagnolo († 1939)
- 26 gennaio - Eugenio Tanzi, psichiatra italiano († 1934)
- 27 gennaio - Friedrich Schur, matematico tedesco († 1932)
- 27 gennaio - Jean-Baptiste Senderens, chimico e presbitero francese († 1937)
- 28 gennaio - Eva Dell'Acqua, compositrice e cantante italiana († 1930)
- 31 gennaio - Silvio Berti, politico e avvocato italiano († 1930)
- 31 gennaio - Hermann von François, generale tedesco († 1933)

## Febbraio(50)
- 2 febbraio - Makar Ekmalyan, compositore armeno († 1905)
- 2 febbraio - Oreste Zavattari, generale italiano († 1941)
- 4 febbraio - Charles Frechon, pittore francese († 1929)
- 4 febbraio - Basílio Teles, filosofo, politico e saggista portoghese († 1923)
- 5 febbraio - Didaco Bessi, presbitero italiano († 1919)
- 5 febbraio - Otto Brahm, critico letterario, storico della letteratura e regista teatrale tedesco († 1912)
- 6 febbraio - Max von Bahrfeldt, generale e numismatico tedesco († 1936)
- 7 febbraio - Emanuel Felke, medico tedesco († 1926)
- 7 febbraio - Filippo Galassi, ingegnere italiano († 1920)
- 7 febbraio - Charles Metcalfe, generale britannico († 1912)
- 7 febbraio - Charlie Siringo, investigatore, scrittore e avvocato statunitense († 1928)
- 8 febbraio - Gustav Adolf Hugo Dahlstedt, botanico svedese († 1934)
- 8 febbraio - Egisto Zabeo, politico italiano († 1926)
- 9 febbraio - Alfred Bassermann, critico letterario e traduttore tedesco († 1935)
- 9 febbraio - Hara Takashi, politico giapponese († 1921)
- 11 febbraio - Camillo Pistrucci, architetto italiano († 1927)
- 12 febbraio - Eduard von Böhm-Ermolli, generale austro-ungarico († 1941)
- 13 febbraio - Giuseppe Sabalich, giornalista, storico e poeta italiano († 1928)
- 13 febbraio - Annie Morrill Smith, botanica statunitense († 1946)
- 14 febbraio - Frank Harris, scrittore irlandese († 1931)
- 14 febbraio - Jinzō Matsumura, botanico giapponese († 1928)
- 14 febbraio - Friedrich Preisigke, egittologo tedesco († 1924)
- 15 febbraio - Emil Kraepelin, psichiatra e psicologo tedesco († 1926)
- 15 febbraio - Pietro Vigo, scrittore e storico italiano († 1918)
- 16 febbraio - Willem Kes, direttore d'orchestra e violinista olandese († 1934)
- 16 febbraio - Thomas Sorby, calciatore inglese († 1930)
- 17 febbraio - J. H. Rosny aîné, scrittore, saggista e filosofo belga († 1940)
- 18 febbraio - Sofija Rusova, pedagoga, scrittrice e attivista ucraina († 1940)
- 19 febbraio - Carl Barus, fisico statunitense († 1935)
- 19 febbraio - Gian Antonio Maggi, matematico e fisico italiano († 1937)
- 19 febbraio - Rudolf Stammler, giurista tedesco († 1938)
- 21 febbraio - Hendrik Petrus Berlage, architetto olandese († 1934)
- 21 febbraio - Maria Carolina di Borbone-Due Sicilie, principessa italiana († 1941)
- 21 febbraio - Paul Puhallo von Brlog, generale austro-ungarico († 1926)
- 23 febbraio - Placide Astier, politico e scienziato francese († 1918)
- 23 febbraio - Friederich von Kleudgen, pittore tedesco († 1924)
- 25 febbraio - Marie Joseph Eugène Bridoux, generale francese († 1914)
- 25 febbraio - Giovanni Di Stefano, geologo e paleontologo italiano († 1918)
- 25 febbraio - Enrico Ferri, criminologo, politico e giornalista italiano († 1929)
- 25 febbraio - Karl Lamprecht, storico tedesco († 1915)
- 25 febbraio - Matthias Zdarsky, sciatore alpino austriaco († 1940)
- 26 febbraio - Sofia Bisi Albini, scrittrice e giornalista italiana († 1919)
- 26 febbraio - Carlo Filippo Chiaffarino, scultore italiano († 1884)
- 26 febbraio - Aurelio Magnani, clarinettista e compositore italiano († 1921)
- 27 febbraio - Mattia Battistini, baritono italiano († 1928)
- 27 febbraio - Alfred Einhorn, chimico tedesco († 1917)
- 27 febbraio - Isabella von Croy, nobile tedesca († 1931)
- 28 febbraio - Marie Brema, mezzosoprano britannica († 1925)
- 28 febbraio - Richard Mühlfeld, clarinettista tedesco († 1907)
- 29 febbraio - Arturo Garzes, attore e drammaturgo italiano († 1915)

## Marzo(39)
- 4 marzo - Kotō Bunjirō, geologo e sismologo giapponese († 1935)
- 4 marzo - Antonio Orazio Quinzio, pittore e scultore italiano († 1928)
- 5 marzo - Giulia Cavallari Cantalamessa, insegnante, scrittrice e attivista italiana († 1935)
- 5 marzo - Michail Aleksandrovič Vrubel', pittore russo († 1910)
- 6 marzo - Horace Barnet, calciatore inglese († 1941)
- 7 marzo - Violet Lindsay, artista inglese († 1937)
- 8 marzo - Colin Campbell Cooper, pittore statunitense († 1937)
- 8 marzo - Frederick Hamilton, ammiraglio scozzese († 1917)
- 8 marzo - Giovanni Luzzi, pastore protestante e teologo svizzero († 1948)
- 8 marzo - Tom Roberts, artista e pittore britannico († 1931)
- 9 marzo - Edward Goodrich Acheson, chimico statunitense († 1931)
- 9 marzo - Jules-Albert De Dion, inventore, imprenditore e politico francese († 1946)
- 10 marzo - Ferdinand Seidl, naturalista e geografo sloveno († 1942)
- 11 marzo - Georges Petit, gallerista francese († 1920)
- 11 marzo - Stepa Stepanović, generale e politico serbo († 1929)
- 12 marzo - Aleksandr Zachar'evič Myšlaevskij, generale russo († 1920)
- 14 marzo - George-Daniel de Monfreid, pittore francese († 1929)
- 14 marzo - Matilde Serao, scrittrice e giornalista italiana († 1927)
- 14 marzo - Mauro Turrisi, imprenditore e politico italiano († 1912)
- 15 marzo - Achille Locatelli, cardinale e arcivescovo cattolico italiano († 1935)
- 16 marzo - Napoleone Eugenio Luigi Bonaparte, militare francese († 1879)
- 18 marzo - Aleksandr Petrovič Izvol'skij, politico e diplomatico russo († 1919)
- 19 marzo - Louis Bourgeois, architetto canadese († 1930)
- 20 marzo - Gaetano Bisleti, cardinale italiano († 1937)
- 20 marzo - John Lavery, pittore irlandese († 1941)
- 20 marzo - Frederick Taylor, ingegnere e imprenditore statunitense († 1915)
- 20 marzo - Josef Franz Wagner, compositore e direttore d'orchestra austriaco († 1908)
- 22 marzo - Charles De Grave Sells, designer e dirigente sportivo inglese († 1942)
- 22 marzo - Aleksandr Aleksandrovič Musin-Puškin, politico russo († 1907)
- 23 marzo - Giustino Ferri, scrittore e giornalista italiano († 1913)
- 25 marzo - Ottone Penzig, botanico tedesco († 1929)
- 25 marzo - Max Uhle, archeologo tedesco († 1944)
- 26 marzo - Severino Ferrari, poeta e critico letterario italiano († 1905)
- 26 marzo - William Massey, politico neozelandese († 1925)
- 28 marzo - Willis George Emerson, scrittore e politico statunitense († 1918)
- 29 marzo - Giulio Fano, fisiologo italiano († 1930)
- 30 marzo - Dora Hitz, pittrice tedesca († 1924)
- 30 marzo - Charles Waldstein, archeologo e tiratore a segno statunitense († 1927)
- 31 marzo - José Benjamín Zubiaur, educatore e dirigente sportivo argentino († 1921)

## Aprile(41)
- 1º aprile - Charles Maurin, pittore e incisore francese († 1914)
- 2 aprile - Eugenio Spreafico, pittore italiano († 1919)
- 3 aprile - Giuseppe Baldacci, architetto italiano
- 5 aprile - Booker T. Washington, educatore, scrittore e oratore statunitense († 1915)
- 6 aprile - Hermann Dessau, storico e epigrafista tedesco († 1931)
- 6 aprile - Maggiorino Ferraris, politico italiano († 1929)
- 6 aprile - Carl Axel Magnus Lindman, botanico e illustratore svedese († 1928)
- 6 aprile - Maurice Paul Emmanuel Sarrail, generale francese († 1929)
- 7 aprile - John Alexander Fuller Maitland, saggista e musicologo inglese († 1936)
- 7 aprile - Mohammed Abdullah Hassan, condottiero somalo († 1920)
- 7 aprile - Thomas Benjamin Kennington, pittore britannico († 1916)
- 7 aprile - Christian Ferdinand Schiess, militare svizzero († 1884)
- 8 aprile - Aleksej Egorovič Trupp, russo († 1918)
- 9 aprile - Lorenzo Camerano, biologo, entomologo e erpetologo italiano († 1917)
- 9 aprile - Paku Alam VI, sovrano indonesiano († 1902)
- 10 aprile - Jules Girardet, pittore francese († 1938)
- 10 aprile - Philip Tomalin, crickettista e dirigente sportivo francese († 1940)
- 12 aprile - William Martin Conway, alpinista, esploratore e politico britannico († 1937)
- 12 aprile - Ernst Maass, filologo classico tedesco († 1929)
- 13 aprile - Avedis Bedros XIV Arpiarian, patriarca cattolico armeno († 1937)
- 13 aprile - Albert Baur, chimico e imprenditore tedesco († 1933)
- 14 aprile - Giuseppe Girardini, politico e avvocato italiano († 1923)
- 14 aprile - Lamartine G. Hardman, politico statunitense († 1937)
- 15 aprile - Jean Moréas, poeta e critico letterario greco († 1910)
- 17 aprile - Federico Cattani Amadori, cardinale italiano († 1943)
- 19 aprile - Attilio Pratella, pittore italiano († 1949)
- 20 aprile - Vasilij Vasil'evič Rozanov, scrittore e filosofo russo († 1919)
- 23 aprile - Arthur Twining Hadley, economista statunitense († 1930)
- 23 aprile - Diego Porro, organaro italiano († 1916)
- 23 aprile - Granville Woods, inventore statunitense († 1910)
- 24 aprile - Philippe Pétain, generale e politico francese († 1951)
- 24 aprile - Vittorio Scialoja, giurista e politico italiano († 1933)
- 25 aprile - Lovick Friend, generale britannico († 1944)
- 26 aprile - Ferdinand-Jean Darier, dermatologo francese († 1938)
- 26 aprile - Sidney Merlin, tiratore a segno e botanico britannico († 1951)
- 26 aprile - Henry Morgenthau senior, avvocato, imprenditore e diplomatico statunitense († 1946)
- 26 aprile - Joseph Ward, politico neozelandese († 1930)
- 27 aprile - Tongzhi, imperatore cinese († 1875)
- 28 aprile - Karl Heider, zoologo austriaco († 1935)
- 29 aprile - Alessandro Milesi, pittore italiano († 1945)
- 30 aprile - Edward Lansing, golfista statunitense († 1920)

## Maggio(43)
- 1º maggio - Maria Cristina Brando, religiosa italiana († 1906)
- 2 maggio - Helene von Druskowitz, filosofa, scrittrice e critica musicale austriaca († 1918)
- 4 maggio - Pablo de Escandón, generale, giocatore di polo e diplomatico messicano († 1926)
- 5 maggio - William Wallace Denslow, illustratore statunitense († 1915)
- 5 maggio - Augustin Joseph Schulte, presbitero statunitense († 1937)
- 6 maggio - Felice Bennati, politico e patriota italiano († 1924)
- 6 maggio - Sigmund Freud, neurologo, psicoanalista e filosofo austriaco († 1939)
- 6 maggio - Robert Edwin Peary, esploratore statunitense († 1920)
- 7 maggio - Édouard François Zier, pittore e illustratore francese († 1924)
- 8 maggio - Simon Pietro Grassi, vescovo cattolico italiano († 1934)
- 8 maggio - Pedro Lascuráin, politico, avvocato e diplomatico messicano († 1952)
- 8 maggio - Athanasios Papadopoulos-Kerameus, bizantinista e filologo greco († 1912)
- 10 maggio - Filippo Angelitti, astronomo italiano († 1931)
- 11 maggio - Alessandro Bavona, arcivescovo cattolico italiano († 1912)
- 11 maggio - Alfredo Castellani, orafo e restauratore italiano († 1930)
- 12 maggio - Andreas Franz Wilhelm Schimper, botanico e ecologo tedesco († 1901)
- 13 maggio - Fernando Tamagnini de Abreu e Silva, generale portoghese († 1924)
- 13 maggio - Otto Joel, banchiere e dirigente d'azienda prussiano († 1916)
- 13 maggio - Raffaello Romanelli, scultore italiano († 1928)
- 14 maggio - Mary Joseph Dempsey, religiosa e infermiera statunitense († 1939)
- 15 maggio - L. Frank Baum, scrittore e produttore cinematografico statunitense († 1919)
- 15 maggio - Alfredo Edel, pittore, costumista e illustratore italiano († 1912)
- 15 maggio - Josef Valentin Kassin, scultore austriaco († 1931)
- 15 maggio - Matthias Zurbriggen, alpinista svizzero († 1917)
- 16 maggio - Charles Melville Hays, imprenditore statunitense († 1912)
- 18 maggio - Guglielmo Pecori Giraldi, nobile, generale e politico italiano († 1941)
- 19 maggio - Oreste Da Molin, pittore italiano († 1921)
- 19 maggio - Oreste Giorgi, cardinale e arcivescovo cattolico italiano († 1924)
- 19 maggio - Max Herz Pascià, architetto e storico dell'arte ungherese († 1919)
- 20 maggio - Henri-Edmond Cross, pittore francese († 1910)
- 20 maggio - Karl von Kirchbach auf Lauterbach, generale austro-ungarico († 1939)
- 21 maggio - José Batlle y Ordóñez, politico e giornalista uruguaiano († 1929)
- 22 maggio - François Gonnessiat, astronomo francese († 1934)
- 23 maggio - Ferdinand Kosak, generale austro-ungarico († 1932)
- 23 maggio - Giuseppe Pedercini, dirigente sportivo italiano († 1925)
- 24 maggio - Vincenzo Camerini, avvocato e politico italiano († 1938)
- 24 maggio - Andrew Watson, calciatore scozzese († 1921)
- 25 maggio - Ján Bahýľ, ingegnere, inventore e pioniere dell'aviazione slovacco († 1916)
- 25 maggio - Louis Franchet d'Espèrey, generale francese († 1942)
- 25 maggio - Salvatore Orlando, ingegnere e politico italiano († 1926)
- 27 maggio - Adolfo Bacci, pittore italiano († 1897)
- 28 maggio - Filippo Rinaldi, presbitero italiano († 1931)
- 31 maggio - Georges Lacour-Gayet, storico e scrittore francese († 1935)

## Giugno(36)
- 1º giugno - Giacomo De Gregorio, glottologo italiano († 1936)
- 1º giugno - Herbert Gustave Schmalz, pittore britannico († 1935)
- 1º giugno - Władysław Ślewiński, pittore polacco († 1918)
- 2 giugno - Paul von Jankó, musicista e ingegnere ungherese († 1919)
- 2 giugno - Norberto Pazzini, pittore italiano († 1937)
- 3 giugno - Alessandro Altamura, pittore italiano († 1918)
- 4 giugno - Federico d'Asburgo-Teschen, nobile († 1936)
- 4 giugno - Margarete Traube, chimica e attivista tedesca († 1912)
- 5 giugno - Jozsef Wolfner, editore, mecenate e collezionista d'arte ungherese († 1932)
- 6 giugno - Gustaf Ranft, attore svedese († 1929)
- 9 giugno - Aaron David Gordon, filosofo russo († 1922)
- 10 giugno - Alexandre Charpentier, scultore, ebanista e pittore francese († 1909)
- 12 giugno - Enrico Catellani, giurista italiano († 1945)
- 12 giugno - Octave Maus, avvocato, scrittore e critico d'arte belga († 1919)
- 14 giugno - Ahmad Reza Khan Barelvi, religioso e mistico indiano († 1921)
- 14 giugno - Dimităr Blagoev, politico bulgaro († 1924)
- 14 giugno - Andrej Andreevič Markov, matematico e statistico russo († 1922)
- 14 giugno - Louis Midelair, schermidore francese († 1916)
- 15 giugno - Edward Channing, storico statunitense († 1931)
- 15 giugno - Cecilia Margaret Harbord, nobildonna inglese († 1934)
- 15 giugno - Franz Roubaud, pittore russo († 1928)
- 16 giugno - Mario Nunes Vais, fotografo italiano († 1932)
- 17 giugno - Konstantin Dumba, diplomatico e nobile austriaco († 1947)
- 17 giugno - Ignatij Ioachimovič Grinevickij, rivoluzionario bielorusso († 1881)
- 19 giugno - Paolo Bernardi, funzionario e politico italiano († 1922)
- 19 giugno - Elbert Hubbard, scrittore, filosofo e artista statunitense († 1915)
- 20 giugno - Amedeo Fílipucci, artigiano e falsario italiano († 1927)
- 20 giugno - Antoinette de Saint Léger, imprenditrice e mecenate russa († 1948)
- 21 giugno - Friedrich Kluge, filologo e lessicografo tedesco († 1926)
- 22 giugno - H. Rider Haggard, scrittore e funzionario britannico († 1925)
- 24 giugno - Vincenzo Caprile, pittore italiano († 1936)
- 24 giugno - Friedrich Dahl, zoologo e aracnologo tedesco († 1929)
- 24 giugno - Anna Vasil'evna Jakimova, rivoluzionaria russa († 1942)
- 24 giugno - Henry Chapman Mercer, archeologo e collezionista d'arte statunitense († 1930)
- 27 giugno - Pietro Grocco, medico e politico italiano († 1916)
- 28 giugno - Giambattista Miliani, politico italiano († 1937)

## Luglio(40)
- 4 luglio - Edmond Coignet, ingegnere e imprenditore francese († 1915)
- 6 luglio - John Keir, generale britannico († 1937)
- 6 luglio - Subba Row, filosofo e teosofo indiano († 1890)
- 7 luglio - Georg von der Marwitz, generale tedesco († 1929)
- 8 luglio - Ernst Finger, dermatologo austriaco († 1939)
- 8 luglio - Gevheri Kadin, ottomana († 1884)
- 8 luglio - Alois Zott, matematico, fisico e alpinista tedesco († 1913)
- 9 luglio - Michele Faloci Pulignani, presbitero, bibliotecario e storico italiano († 1940)
- 9 luglio - Daniel Guggenheim, imprenditore e filantropo statunitense († 1930)
- 10 luglio - Nikola Tesla, inventore, fisico e ingegnere austro-ungarico († 1943)
- 11 luglio - Georgiana Drew, attrice teatrale statunitense († 1893)
- 12 luglio - Gisella d'Asburgo-Lorena, nobildonna austriaca († 1932)
- 12 luglio - Ernesto Schiaparelli, egittologo italiano († 1928)
- 13 luglio - Fred Beardsley, calciatore inglese († 1939)
- 13 luglio - Gustav Hauser, patologo e batteriologo tedesco († 1935)
- 13 luglio - Ridolfo Livi, antropologo italiano († 1920)
- 15 luglio - Charles Frohman, impresario teatrale statunitense († 1915)
- 18 luglio - Giacinto Morera, matematico italiano († 1909)
- 18 luglio - Augustus Desiré Waller, fisiologo e cardiologo britannico († 1922)
- 19 luglio - Vincenzo Bettoni Cazzago, politico italiano († 1924)
- 19 luglio - Nicola Boccuzzi, medico e politico italiano († 1907)
- 20 luglio - Louise Stichel, ballerina e coreografa italiana († 1942)
- 22 luglio - Octave Hamelin, filosofo francese († 1907)
- 23 luglio - Herman Klein, critico musicale, musicista e insegnante inglese († 1934)
- 23 luglio - Bal Gangadhar Tilak, attivista e politico indiano († 1920)
- 24 luglio - Émile Picard, matematico francese († 1941)
- 24 luglio - Francisco Soca, medico e politico uruguaiano († 1922)
- 25 luglio - Tancredi Galimberti, politico e avvocato italiano († 1939)
- 25 luglio - Alfred Kast, medico tedesco († 1903)
- 26 luglio - Edward Anseele, politico e giornalista belga († 1938)
- 26 luglio - Antoni Rubió i Lluch, grecista e scrittore spagnolo († 1937)
- 26 luglio - George Bernard Shaw, scrittore, drammaturgo e linguista irlandese († 1950)
- 27 luglio - Arturo Faldi, pittore italiano († 1911)
- 27 luglio - Ettore Pais, storico italiano († 1939)
- 27 luglio - Maria Pasolini Ponti, educatrice, storica e pubblicista italiana († 1938)
- 28 luglio - Aristide Leonori, ingegnere italiano († 1928)
- 28 luglio - Samuel Wassall, militare britannico († 1927)
- 30 luglio - Richard Burdon Haldane, politico, avvocato e filosofo britannico († 1928)
- 30 luglio - Mediha Sultan, principessa ottomana († 1928)
- 30 luglio - Lodovico Oberziner, letterato, bibliotecario e archivista italiano († 1916)

## Agosto(42)
- 1º agosto - Daniel Hernández Morillo, pittore peruviano († 1932)
- 3 agosto - Osvaldo Bignami, pittore italiano († 1936)
- 3 agosto - Alfred Deakin, politico australiano († 1919)
- 3 agosto - Luigi Luiggi, politico e ingegnere italiano († 1931)
- 4 agosto - Pietro Felter, esploratore e diplomatico italiano († 1915)
- 5 agosto - Giuseppe Carboni, latinista italiano († 1929)
- 6 agosto - Apollinarij Michajlovič Vasnecov, pittore russo († 1933)
- 8 agosto - F. Anstey, scrittore e giornalista britannico († 1934)
- 10 agosto - William Willett, imprenditore britannico († 1915)
- 11 agosto - Ludwig Bachmann, biografo e storico tedesco († 1937)
- 12 agosto - Eduardo Dato Iradier, politico spagnolo († 1921)
- 14 agosto - Pietro Fragiacomo, pittore italiano († 1922)
- 15 agosto - Frank Daniels, attore e cantante statunitense († 1935)
- 15 agosto - Keir Hardie, politico scozzese († 1915)
- 16 agosto - Aparicio Saravia, politico, rivoluzionario e militare uruguaiano († 1904)
- 17 agosto - Angelo Carminati, imprenditore, diplomatico e politico italiano († 1934)
- 17 agosto - Maurice Hauriou, giurista francese († 1929)
- 18 agosto - Charles H. Gabriel, compositore statunitense († 1932)
- 18 agosto - Ahad Ha'am, scrittore russo († 1927)
- 19 agosto - Federico II di Anhalt, duca († 1918)
- 19 agosto - Mario di Carpegna, politico e militare italiano († 1924)
- 20 agosto - Jakub Bart-Ćišinski, poeta, drammaturgo e presbitero tedesco († 1909)
- 21 agosto - Bice Piacentini, poetessa italiana († 1942)
- 22 agosto - Joseph Wilpert, presbitero e archeologo tedesco († 1944)
- 23 agosto - Henri-Lucien Doucet, pittore francese († 1895)
- 24 agosto - Manuel Allendesalazar Muñoz, politico spagnolo († 1923)
- 24 agosto - Anselmo Bassani, matematico italiano († 1911)
- 24 agosto - Samuel Czambel, linguista e traduttore slovacco († 1909)
- 24 agosto - Felix Mottl, compositore e direttore d'orchestra austriaco († 1911)
- 26 agosto - Léon Frédéric, pittore belga († 1940)
- 26 agosto - Paul Marmottan, storico dell'arte e mecenate francese († 1932)
- 26 agosto - Guillaume Rémy, violinista e insegnante belga († 1932)
- 26 agosto - Duan, nobile e politico cinese († 1923)
- 27 agosto - Ivan Franko, poeta, scrittore e giornalista ucraino († 1916)
- 27 agosto - Hans Christian Mortensen, ornitologo danese († 1921)
- 28 agosto - Fernand Le Quesne, pittore francese († 1932)
- 29 agosto - Arturo Finadri, avvocato, notaio e politico italiano († 1924)
- 30 agosto - Émile Guépratte, ammiraglio francese († 1939)
- 30 agosto - Maximilian Mayer, archeologo tedesco († 1939)
- 30 agosto - Friedrich Rosen, orientalista, diplomatico e politico tedesco († 1935)
- 30 agosto - Carl David Tolmé Runge, matematico e fisico tedesco († 1927)
- 31 agosto - Augusto Sezanne, pittore italiano († 1935)

## Settembre(47)
- 1º settembre - Louis-Ernest Dubois, cardinale e arcivescovo cattolico francese († 1929)
- 1º settembre - Sergej Vinogradskij, microbiologo e ecologo russo († 1953)
- 2 settembre - Luigi Lodi, giornalista italiano († 1933)
- 2 settembre - Wilhelm Franz Meyer, matematico tedesco († 1934)
- 3 settembre - Olaf Aakrann, pittore norvegese († 1904)
- 3 settembre - Louis Sullivan, architetto statunitense († 1924)
- 4 settembre - Adolfo Venturi, storico dell'arte italiano († 1941)
- 4 settembre - Wilhelm Weingart, naturalista e botanico tedesco († 1936)
- 5 settembre - Giuseppe Bocca, politico e avvocato italiano († 1924)
- 6 settembre - Archibald Hunter, generale britannico († 1936)
- 6 settembre - William Edward de Winton, zoologo britannico († 1922)
- 7 settembre - Julie Laurberg, fotografa e regista danese († 1925)
- 9 settembre - Vincenz Hrubý, scacchista cecoslovacco († 1917)
- 10 settembre - Thomas Jefferson, attore statunitense († 1932)
- 11 settembre - Edgar Alexander Mearns, chirurgo, ornitologo e naturalista statunitense († 1916)
- 12 settembre - Carl Kahler, pittore austriaco († 1906)
- 13 settembre - Pietro Gentilini, imprenditore italiano († 1943)
- 13 settembre - Ramón Lista, militare e esploratore argentino († 1897)
- 14 settembre - Francesco Sartorelli, pittore italiano († 1939)
- 15 settembre - Francesco Merlino, avvocato, anarchico e politico italiano († 1930)
- 15 settembre - Enrico Risi, pittore e decoratore italiano († 1916)
- 16 settembre - Wilhelm von Gloeden, fotografo tedesco († 1931)
- 17 settembre - Giacomo Gambera, religioso e missionario italiano († 1934)
- 17 settembre - Moses Gaster, linguista e rabbino rumeno († 1939)
- 17 settembre - Luciano Nezzo, pittore italiano († 1903)
- 18 settembre - Gennaro Trama, vescovo cattolico italiano († 1927)
- 19 settembre - Luca Gerosa, scultore svizzero († 1920)
- 20 settembre - Ferdinand Dierkens, architetto belga († 1936)
- 21 settembre - Antonio Lasciac, architetto italiano († 1946)
- 21 settembre - Ángeles López de Ayala, scrittrice, giornalista e attivista spagnola († 1926)
- 21 settembre - Alberto del Bono, ammiraglio e politico italiano († 1932)
- 23 settembre - William Archer, drammaturgo, critico teatrale e traduttore inglese († 1924)
- 23 settembre - Karl Krumbacher, bizantinista e filologo classico tedesco († 1909)
- 23 settembre - Charles Barrett Lockwood, chirurgo e anatomista britannico († 1914)
- 24 settembre - Feodosij Nikolaevič Černyšëv, geologo e paleontologo russo († 1914)
- 25 settembre - Alfredo Bouvier, avvocato e politico italiano († 1947)
- 25 settembre - Lorenzo Costa, presbitero e drammaturgo italiano († 1918)
- 26 settembre - Leo Graetz, fisico tedesco († 1941)
- 26 settembre - Nicola Squitti di Palermiti e Guarna, politico italiano († 1933)
- 27 settembre - Gregorio Agnini, politico e imprenditore italiano († 1945)
- 27 settembre - Sofija Nikolaevna Bogomolec, rivoluzionaria russa († 1889)
- 27 settembre - Michele Comella, pittore e fotografo italiano († 1926)
- 27 settembre - Louis-Auguste Girardot, pittore e incisore francese († 1933)
- 27 settembre - Tulio Moy, pittore italiano († 1894)
- 27 settembre - Carl Peters, esploratore, politico e scrittore tedesco († 1918)
- 28 settembre - Kate Douglas Wiggin, educatrice e scrittrice statunitense († 1923)
- 30 settembre - Naile Sultan, principessa ottomana († 1882)

## Ottobre(45)
- 2 ottobre - Nerio Malvezzi de' Medici, politico italiano († 1929)
- 3 ottobre - Timothy Thomas Fortune, giornalista, scrittore e editore statunitense († 1928)
- 5 ottobre - Julij Michajlovič Šokal'skij, geografo, oceanografo e cartografo russo († 1940)
- 5 ottobre - Feliks Feliksovič Sumarokov-Ėl'ston, nobile e ufficiale russo († 1928)
- 6 ottobre - Gaetano Fazzari, matematico italiano († 1935)
- 6 ottobre - Gerald Kitson, generale britannico († 1950)
- 6 ottobre - William Shea, attore britannico († 1918)
- 7 ottobre - Edward Jones, matematico statunitense († 1920)
- 9 ottobre - Désiré Georges Jean Marie Bois, botanico e agronomo francese († 1946)
- 9 ottobre - Luigi Borsarelli di Rifreddo, imprenditore e politico italiano († 1936)
- 9 ottobre - Sylvain Dupuis, compositore, direttore d'orchestra e oboista belga († 1931)
- 11 ottobre - Alfredo Testoni, commediografo e poeta italiano († 1931)
- 13 ottobre - Eduardo Bianchini, militare italiano († 1896)
- 14 ottobre - Louis-Gustave Binger, ufficiale e esploratore francese († 1936)
- 14 ottobre - Vernon Lee, scrittrice inglese († 1935)
- 14 ottobre - Eliza Scidmore, fotografa, esploratrice e scrittrice statunitense († 1928)
- 15 ottobre - Robert Georges Nivelle, generale francese († 1924)
- 15 ottobre - John Franklin Alexander Strong, giornalista e politico statunitense († 1929)
- 16 ottobre - William Beardmore, imprenditore e filantropo britannico († 1936)
- 16 ottobre - Hugh Munro, alpinista scozzese († 1919)
- 17 ottobre - Jane Barlow, scrittrice irlandese († 1917)
- 17 ottobre - Alexander Tschirch, farmacista tedesco († 1939)
- 18 ottobre - Edmond Haraucourt, scrittore francese († 1941)
- 18 ottobre - Francesco Carlo Pellegrini, filologo e letterato italiano († 1929)
- 18 ottobre - Jan Visser jr., artista olandese († 1938)
- 19 ottobre - Edmund Beecher Wilson, genetista e zoologo statunitense († 1939)
- 20 ottobre - Giovan Battista Queirolo, politico e medico italiano († 1930)
- 21 ottobre - Davide Calandra, scultore e ebanista italiano († 1915)
- 21 ottobre - Bolesław Matuszewski, regista e fotografo polacco
- 22 ottobre - Carlo Albanesi, pianista e compositore italiano († 1926)
- 22 ottobre - Dominique Gardères, cavaliere francese
- 25 ottobre - Tobia Bertini, cantante italiano († 1936)
- 25 ottobre - Carlo Busiri Vici, architetto italiano († 1925)
- 25 ottobre - Pierre Deschamps, diplomatico e golfista francese († 1923)
- 25 ottobre - Dragutin Gorjanović-Kramberger, archeologo, geologo e paleontologo croato († 1936)
- 25 ottobre - Paul d'Ivoi, scrittore e romanziere francese († 1915)
- 26 ottobre - Carlos Herrera y Luna, politico guatemalteco († 1930)
- 27 ottobre - Kenyon Cox, pittore, illustratore e scrittore statunitense († 1919)
- 27 ottobre - Ernest William Hobson, matematico inglese († 1933)
- 27 ottobre - Giuseppe Pellegrino, politico italiano († 1931)
- 28 ottobre - Luigi Cauvin, generale italiano († 1944)
- 28 ottobre - Anna Klumpke, pittrice statunitense († 1942)
- 28 ottobre - Mary Steen, fotografa danese († 1939)
- 29 ottobre - Jacques Curie, chimico francese († 1941)
- 30 ottobre - Alfred von Domaszewski, archeologo austriaco († 1927)

## Novembre(35)
- 2 novembre - Oskar Fleischer, musicologo tedesco († 1933)
- 2 novembre - Hermann von Kuhl, generale e storico tedesco († 1958)
- 2 novembre - Carlo Nigra, architetto italiano († 1942)
- 3 novembre - Marcelino Menéndez Pelayo, scrittore e politico spagnolo († 1912)
- 6 novembre - Ernesto Cianciolo, politico e avvocato italiano († 1905)
- 6 novembre - Nikolaj Nikolaevič Romanov, nobile russo († 1929)
- 7 novembre - Semën Zinov'evič Alapin, scacchista russo († 1923)
- 7 novembre - Julius Geppert, farmacologo tedesco († 1937)
- 8 novembre - Angelo Torchi, pittore italiano († 1915)
- 9 novembre - Andrej Avgustovič Ėbergard, ammiraglio russo († 1919)
- 9 novembre - Salomon Frankfurter, archeologo e pedagogo austriaco († 1941)
- 9 novembre - Pasquale Libertini, imprenditore e politico italiano († 1940)
- 10 novembre - Penelope Lawrence, docente britannica († 1932)
- 11 novembre - Luigi Olivetti, pittore e incisore italiano († 1941)
- 12 novembre - Joe Beverley, calciatore inglese († 1897)
- 12 novembre - Bernard Thomas Edward Clark, vescovo cattolico inglese († 1915)
- 12 novembre - Donato Raffaele Sbarretti Tazza, cardinale, arcivescovo cattolico e diplomatico italiano († 1939)
- 13 novembre - Louis Brandeis, avvocato e giurista statunitense († 1941)
- 13 novembre - Michail Michajlovič Pleškov, generale russo († 1927)
- 14 novembre - John Mackinnon Robertson, giornalista e politico britannico († 1933)
- 16 novembre - Wally Moes, pittrice olandese († 1918)
- 17 novembre - Ezio Reisoli, generale italiano († 1927)
- 18 novembre - Lorenzo Allievi, ingegnere italiano († 1941)
- 19 novembre - Vincenzo Garioni, generale italiano († 1929)
- 21 novembre - J. C. Christensen, politico danese († 1930)
- 22 novembre - Felix August Helfgott Genzmer, architetto tedesco († 1929)
- 23 novembre - Augusto Ciuffelli, politico italiano († 1921)
- 25 novembre - Ernest Beckett, II barone Grimthorpe, politico e banchiere inglese († 1917)
- 25 novembre - Sergej Ivanovič Taneev, compositore e pianista russo († 1915)
- 28 novembre - Frederick Hitch, militare britannico († 1913)
- 28 novembre - Aleksandr Dmitrievič Kastal'skij, compositore russo († 1926)
- 28 novembre - Patrick Joseph O'Donnell, cardinale e arcivescovo cattolico irlandese († 1927)
- 28 novembre - Belisario Porras Barahona, politico panamense († 1942)
- 29 novembre - Pasquale Sgrosso, oculista, chirurgo e psichiatra italiano († 1900)
- 29 novembre - Theobald von Bethmann-Hollweg, politico tedesco († 1921)

## Dicembre(49)
- 1º dicembre - Donato Ragosa, patriota italiano († 1909)
- 2 dicembre - Robert Kajanus, compositore e direttore d'orchestra finlandese († 1933)
- 5 dicembre - Alice Brown, scrittrice e poetessa statunitense († 1948)
- 5 dicembre - Walther von Dyck, matematico tedesco († 1934)
- 5 dicembre - Ricciardo Meacci, pittore italiano († 1938)
- 6 dicembre - Louise Catherine Breslau, pittrice tedesca († 1927)
- 6 dicembre - François Flameng, pittore e incisore francese († 1923)
- 7 dicembre - Josef Fanta, architetto ceco († 1954)
- 7 dicembre - Oreste Mattirolo, botanico, micologo e biologo italiano († 1947)
- 7 dicembre - Romano Mignini, scultore italiano († 1918)
- 8 dicembre - Jean-Claude Combaz, vescovo cattolico e missionario francese († 1926)
- 8 dicembre - Nikolaj Andreevič Malevskij-Malevič, diplomatico russo († 1917)
- 8 dicembre - Henry Mayo, ammiraglio statunitense († 1937)
- 9 dicembre - Ernst Brenner, politico svizzero († 1911)
- 9 dicembre - Jiří Chocholouš, compositore di scacchi boemo († 1930)
- 9 dicembre - Cirillo Manicardi, pittore italiano († 1925)
- 11 dicembre - Edward John Bevan, chimico inglese († 1921)
- 11 dicembre - Georgij Valentinovič Plechanov, filosofo, politologo e critico letterario russo († 1918)
- 11 dicembre - Maria di Windisch-Grätz, nobile austriaca († 1929)
- 12 dicembre - Henry Moret, pittore francese († 1913)
- 12 dicembre - Tomas O'Crohan, scrittore irlandese († 1937)
- 13 dicembre - Svetozar Borojević von Bojna, generale austro-ungarico († 1920)
- 15 dicembre - Barthélémy Maglioli, architetto francese († 1909)
- 16 dicembre - Georg Krukenberg, ginecologo tedesco († 1899)
- 16 dicembre - Napoleone Papini, anarchico italiano († 1925)
- 17 dicembre - Elisabeth Winterhalter, chirurga, ginecologa e attivista tedesca († 1952)
- 18 dicembre - Ogden Mills, imprenditore statunitense († 1929)
- 18 dicembre - Joseph John Thomson, fisico britannico († 1940)
- 20 dicembre - Reginald Blomfield, architetto e docente inglese († 1942)
- 21 dicembre - Árpád Feszty, pittore ungherese († 1914)
- 22 dicembre - Frank Kellogg, politico e diplomatico statunitense († 1937)
- 22 dicembre - Pietro Toselli, militare italiano († 1895)
- 22 dicembre - Jules Trinité, tiratore a segno francese († 1921)
- 23 dicembre - James Buchanan Duke, imprenditore statunitense († 1925)
- 24 dicembre - Albert d'Amade, generale francese († 1941)
- 25 dicembre - Natale Bruni, arcivescovo cattolico italiano († 1926)
- 25 dicembre - Pud Galvin, giocatore di baseball statunitense († 1902)
- 25 dicembre - Jur Janoška, vescovo luterano e scrittore slovacco († 1930)
- 25 dicembre - Robert Viren, ammiraglio russo († 1917)
- 27 dicembre - Henri Berthelier, violinista e docente francese († 1918)
- 27 dicembre - André Gedalge, compositore e insegnante francese († 1926)
- 27 dicembre - Naftali Herz Imber, poeta ucraino († 1909)
- 27 dicembre - Guglielmo Mengarini, ingegnere e politico italiano († 1927)
- 28 dicembre - Pierre Auguste Roques, generale francese († 1920)
- 28 dicembre - Thomas Woodrow Wilson, politico statunitense († 1924)
- 29 dicembre - Thomas Joannes Stieltjes, matematico olandese († 1894)
- 29 dicembre - Eduard von Below, militare tedesco († 1942)
- 31 dicembre - Wojciech Kossak, pittore polacco († 1942)
- 31 dicembre - Raffaele Mainella, pittore, decoratore e architetto italiano († 1941)

## Senza giorno specificato(67)
- John White Alexander, illustratore statunitense († 1918)
- Nikolaj Ivanovič Ašinov, esploratore, avventuriero e linguista russo
- Nicola Barbato, politico e medico italiano († 1923)
- Robert Behrend, chimico tedesco († 1926)
- Edoardo Boutet, giornalista, critico teatrale e impresario teatrale italiano († 1915)
- Ralph Lyonel Brydges, pastore protestante inglese († 1946)
- Georgij Butmi de Kacman, ufficiale e scrittore russo († 1917)
- Corrado Cafici, archeologo e politico italiano († 1954)
- Matteo Campori, poeta, politico e collezionista d'arte italiano († 1933)
- Adolfo Cancani, geofisico italiano († 1904)
- Cesáreo Castro, generale e politico messicano († 1944)
- Domizio Cavazza, enologo italiano († 1913)
- Ercole Adriano Ceccarelli, avvocato e politico italiano († 1949)
- Georges Colomb, botanico e fumettista francese († 1945)
- Curly, militare statunitense († 1923)
- Lucien Louis Daniel, botanico francese († 1940)
- Frederick Eaton, ingegnere e politico statunitense († 1934)
- Peter Henry Emerson, scrittore e fotografo inglese († 1936)
- Giuseppe Foderaro, ingegnere italiano († 1932)
- Laicu Roglia, brigante italiano
- Salvatore Gallotti, compositore italiano († 1928)
- Orville Gibson, liutaio statunitense († 1918)
- Augusto Giustini, architetto italiano
- Maurycy Gottlieb, pittore polacco († 1879)
- William Rainey Harper, linguista statunitense († 1906)
- Thérèse Humbert, criminale francese
- Sofija Andreevna Ivanova Borejša, rivoluzionaria russa († 1927)
- Andrea Kaggwa, ugandese († 1886)
- Djelloul Ben Lakhdar, militare algerino († 1940)
- Samuel Maharero, guerrigliero namibiano († 1923)
- Hermann John Mandl, cavaliere austriaco († 1922)
- Llorenç Matamala, scultore spagnolo († 1925)
- Spyridōn Merkourīs, politico greco († 1939)
- Muhammad Mushtaq Ali Khan Bahadur, principe indiano († 1889)
- Carolina Nunes Vais, docente italiana († 1932)
- Giuseppe Ohrwalder, missionario italiano († 1913)
- Lorenzo Parodi, compositore e critico musicale italiano († 1926)
- Giovanni Paroli, tenore italiano († 1920)
- Luigi Perozzo, statistico e matematico italiano († 1916)
- Giovanni Peterlongo, politico, esperantista e traduttore italiano († 1941)
- Silvio Pieri, glottologo italiano († 1936)
- Enrico Pranzini, criminale francese († 1887)
- Otto Puchstein, archeologo tedesco († 1911)
- William Joseph Rainbow, aracnologo e entomologo australiano († 1919)
- Joseph Reinach, politico francese († 1921)
- Vincenzo Rosignoli, scultore italiano († 1920)
- Venturino Sabatini, geologo italiano († 1922)
- Luigi Savoldi, pittore e decoratore italiano († 1924)
- Jack Sinclair, calciatore nordirlandese († 1922)
- Joakim Skovgaard, pittore danese († 1933)
- Carlo Songa, pittore e scenografo italiano († 1911)
- Rosario Spina, pittore italiano († 1943)
- Theodore Stephenson, generale britannico († 1928)
- Frank Stilwell, pistolero statunitense († 1882)
- Franklin Sumner Earle, micologo statunitense († 1929)
- Charles Sutton, attore statunitense († 1935)
- Salvatore Valeri, pittore italiano († 1946)
- Eugène Vallin, architetto e ebanista francese († 1922)
- Joseph Vickers De Ville, pittore inglese († 1925)
- Edward Warren, regista, attore e produttore cinematografico statunitense († 1930)
- William West, attore statunitense († 1915)
- Harry de Windt, esploratore e scrittore britannico († 1933)
- Margaret Woods, scrittrice inglese († 1945)
- Adam Zakrzewski, scienziato e esperantista polacco († 1921)
- Giuseppe Zara, inventore italiano († 1915)
- Larisa Timofeevna Zarudneva, rivoluzionaria russa
- Mahmut Şevket Pascià, generale ottomano († 1913)